# Child Bite

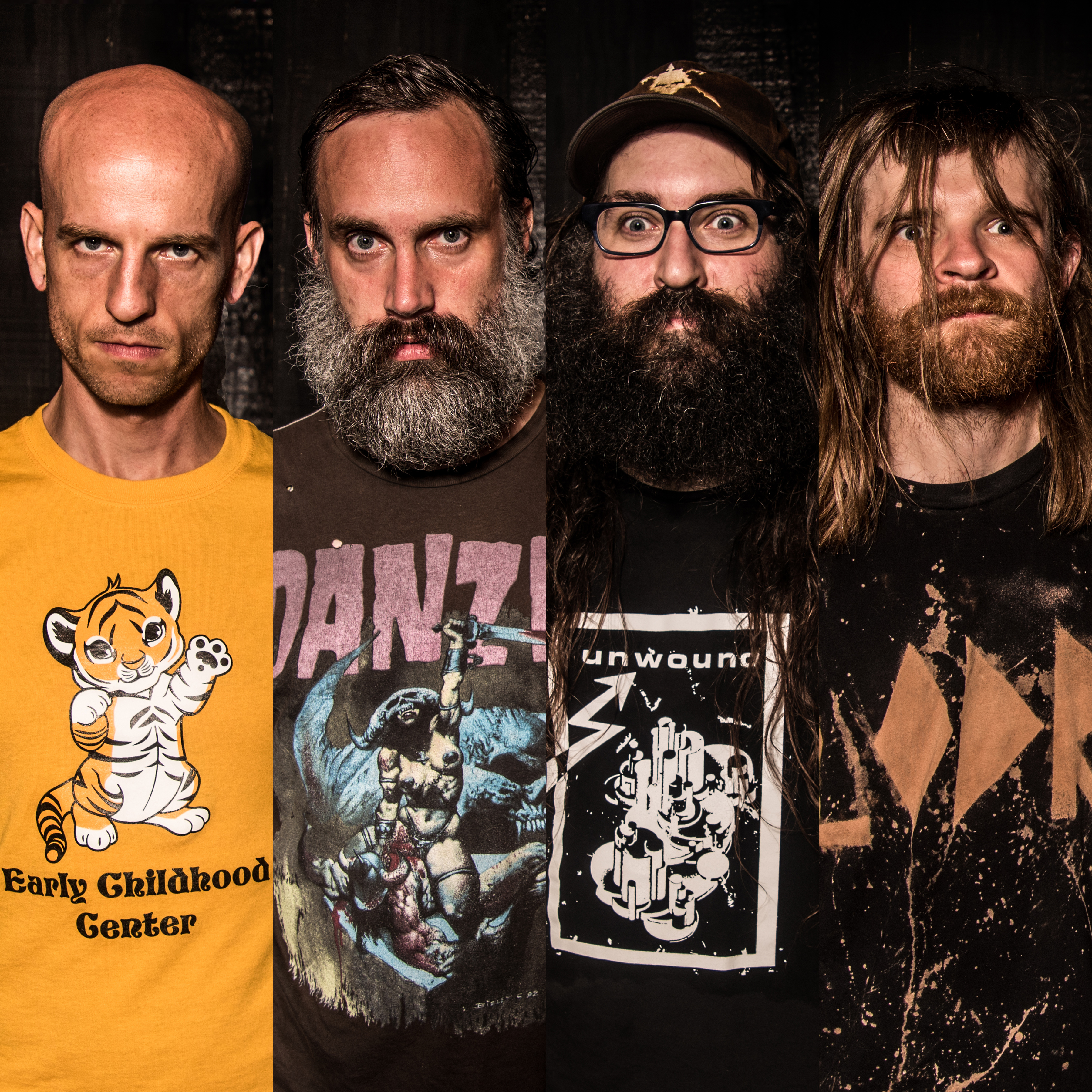

Child Bite é uma banda estadunidense de pós-punk/art rock formada em 2005, em Detroit, Michigan, atualmente, assinado com a Joyful Noise Recordings. A banda foi criada por Shawn Knight, o guitarrista/vocalista e único membro original através de várias mudanças de integrantes na banda.
O som de Child Bite consiste no uso atonal daguitarra, melodias, distorcidas, baixo e órgão, frequentes e frenéticas mudanças rítmicas, vocais que uivam. No material gravado inicialmente, muitas vezes, incluía outros instrumentos como saxofone e violino. Seu conteúdo lírico é abstrato e metafórico, muitas vezes, lida com temas como o medo, a paranoia e o desespero. Seu som tem sido descrito como uma "enorme e predatório e vocais assustadores.". Seu visual estético é dirigido por seu vocalista, Shawn Knight, que trabalha profissionalmente como artista gráfico.
Na primavera de 2013, Child Bite  foi escolhido como o Lado B do notório David Yow de Jesus Lizard e Scratch Acid (assim como muitos outros conhecidos projetos). Aparece também na Cause & Effect Trilogy de 2013 de Thurston Moore, do Sonic Youth.
"Morbid Hits", uma coleção de covers de Anal Cunt, foi lançado exclusivamente como um disco de 5" no início de 2014 (via Housecore Records). Esta versão contou com a banda, liderada pelo vocalista de Pantera/Down, Phil Anselmo.

## Membros

### Corrente
- Shawn Knight – Vocais, Guitarra, Sampler
- Sean Clancy - Bass
- Brandon Sczomak - Guitarra
- Jeff Kraus - Bateria

### Passado
- Ben Moore - Bateria
- Zach Norton, Guitarra, Baixo
- Danny Sperry - Bateria
- Cristão Doble - Saxofone, Vocal De Apoio

## Discografia

### Álbuns
- Negative Noise (2016, Housecore Records)
- The Living Breathing Organ Summer LP (2010, JNR/FAR)
- Fantastic Gusts of Blood LP (2008, SSM)
- Wild Feast LP (2006, SSM)

### EPs
- Strange Waste EP (2014, Housecore Records)
- Morbid Hits EP w/ Phil Anselmo (2014, Housecore Records)
- Split 12" w/ We Are Hex (2013, Forge Again Records)
- Vision Crimes EP (2013, Joyful Noise Recordings)
- Monomania EP (2012, Joyful Noise Recordings)
- Split 12" w/ Dope Body (2011, FAR)
- Exquisite Luxury EP (2008, SSM)
- Gold Thriller EP (2007, JNR/SSM)
- Physical Education Split EP w/ Stationary Odyssey (2007, JNR)

### Singles
- Flexed Heads 7" w/ Hellmouth, Old Gods & Golden Torso (2014, Corpse Flower)
- Gods of Love 7" w/ Hellmouth, Old Gods & Golden Torso (2014, Corpse Flower)
- Demonomaniacs 7" w/ Hellmouth, Old Gods & Golden Torso (2012, Dyspepsidisc)
- Chickenshit Conformists 7" w/ Hellmouth, Old Gods & Golden Torso (2012, Dyspepsidisc)
- Family Men 7" w/ Hellmouth, Old Gods & Golden Torso (2012, Bellyache)
- Split 7" w/ DD/MM/YYYY (2009, Wham City/Dyspepsidisc)
- Split 7" w/ Big Bear (2009, JNR)
- Split 7" w/ This Moment In Black History (2009, FAR)